# 기왈주

기왈주 기(旗)

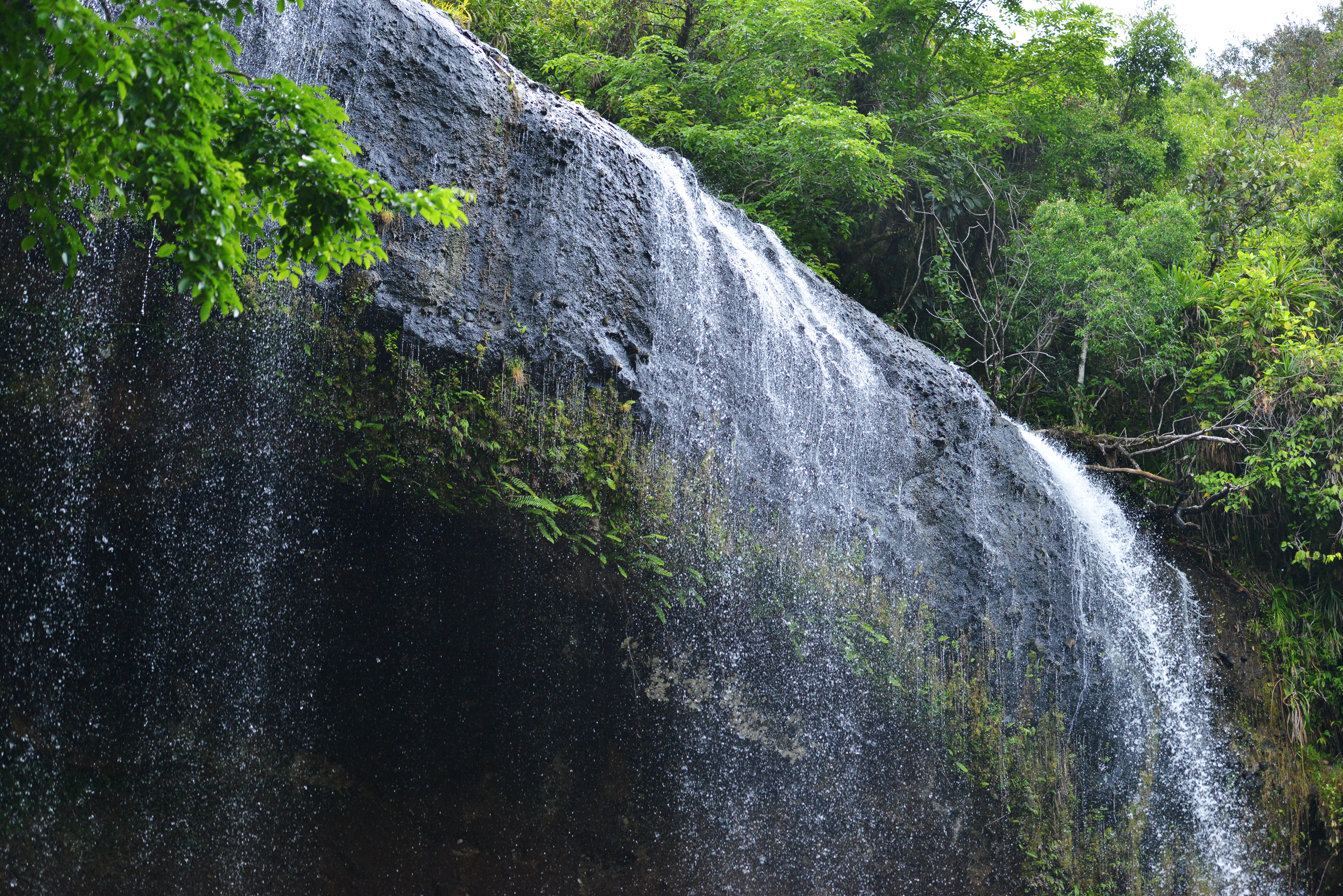

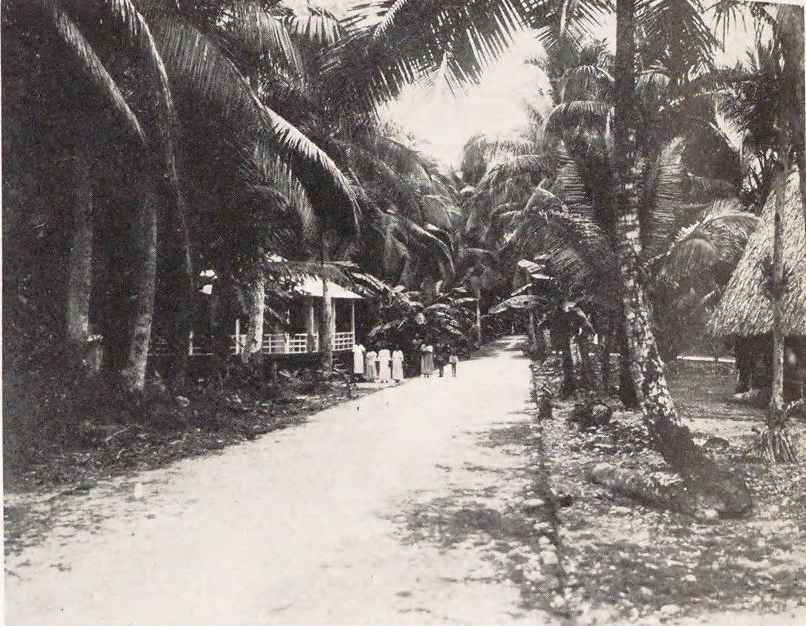
1932년에 촬영한 기왈주의 한 마을(1932년 출판된 책에서)

기왈주(영어: Ngiwal)는 팔라우의 주로, 바벨다오브섬 동부에 위치하며 면적은 26km2, 인구는 282명(2015년 기준)이다. 북쪽으로는 멜레케오크주, 동쪽으로는 가르드마우주, 남쪽으로는 가라르드주와 접한다. 주민들 가운데 절반은 어업에 종사하며 초등학교와 공립 도서관이 있다.